# Lakes of the Four Seasons
Lakes of the Four Seasons är en ort (CDP) i Lake County, och  Porter County, i delstaten Indiana, USA. Enligt United States Census Bureau har orten en folkmängd på 7 033 invånare (2010) och en landarea på 6,9 km².